# Alice Pollitz
Alice Pollitz (* 24. März 1890 in Friedrichstadt; † 16. Juni 1970 in Hamburg) war eine deutsche Pädagogin und Oberschulrätin.

## Leben und Wirken
Alice Pollitz war die Tochter eines Fabrikdirektors. Eine Schulausbildung erhielt sie zunächst an einer Privatschule in Hamburg, einer dortigen Klosterschule und einem Realgymnasium in Berlin. Anschließend kehrte sie nach Hamburg zurück, wo sie eine Ausbildung zur Lehrerin an den Unterrichtsanstalten St. Johannis absolvierte und anschließend die Reifeprüfung ablegte. Pollitz studierte Mathematik, Physik und Philosophie an Universitäten in Berlin, Freiburg, Göttingen und Kiel. Von 1916 bis 1921 lehrte sie an mehreren Privatschulen in Hamburg und übernahm 1923 die Leitung des Neuen Lyzeums am Westphalenweg, das ab 1926 Deutsche Oberschule auf dem Lübeckertorfeld (DOL) hieß und 1934 mit der Klosterschule zusammengelegt wurde (heute: Klosterschule). Alice Pollitz erweiterte das Lehrspektrum und richtete eine „Schülerinnenselbstverwaltung“ ein, die jungen Mädchen Möglichkeiten zur Beteiligung bot.
Alice Pollitz arbeitete im Allgemeinen Deutscher Lehrerinnenverein und im Deutschen Akademikerinnenbund und im Philologinnenverband mit. Aufgrund dieser Referenzen konnte sie nach einer einjährigen Beschäftigung als Gastlehrerin an einer Highschool 1931 an der World Federation of Education Associations in Denver teilnehmen. 
Während der Zeit des Nationalsozialismus wurde Pollitz 1933 die Schulleitung entzogen. Sie lehrte bis 1937 an der Lichtwarkschule und bis 1945 an der Oberschule für Mädchen im Alstertal. Am  16. November 1937 beantragte sie die Aufnahme in die NSDAP und wurde rückwirkend zum 1. Mai desselben Jahres aufgenommen (Mitgliedsnummer 5.269.165). Pollitz selbst sagte später, dass sie diesen Kompromiss habe eingehen müssen, um weiterhin als Lehrerin arbeiten und für ihre Mutter und Schwester aufkommen zu können. Nach Ende des Zweiten Weltkriegs erhielt sie 1945 die Stelle als Leiterin der Klosterschule zurück. Drei Jahre später berief sie die Schulbehörde zur Oberschulrätin. Während ihrer Schaffenszeit gelang ihr eine Reform der höheren Schulen, die auf Ansätze von 1933 zurückging. Sie reduzierte den Umfang des Lehrstoffs in der Oberschule, indem sie die Anzahl der Pflichtfächer einschränkte und leitete wesentliche Veränderungen in der Geschichte Hamburger Gymnasien ein.